# 제시벨
《제시벨》(영어: Jessabelle)은 2014년 개봉된 미국의 초자연 공포 스릴러 영화이다. 케빈 그로이터트가 연출하고, 로버트 벤 거랜트가 각본을 썼다. 세라 스누크, 마크 웨버, 데이비드 앤드루스, 조엘 카터, 아나 데라레게라 등이 출연하였다.

## 줄거리
제저벨 "제시"는 약혼자 마크와 함께 차를 타고 가다가 트레일러 트럭에 치인다. 마크는 그대로 사망하고, 제시는 유산을 하고 휠체어 신세가 된다.
2달 후 제시는 사이가 소원한 아버지 리언이 있는 루이지애나주 집에 들어가고, 검은 머리 여인의 환영에 시달린다. 제시는 뇌종양으로 사망한 어머니 케이트의 방에서 케이트가 녹화해둔 비디오테이프 네 개를 발견한다. 테이프를 재생하자 임신 7개월 차인 케이트가 나와 이 테이프는 "제저벨"의 18살 생일에 주려고 만든 것이라고 말한다. 이어 케이트는 선물로 타로 운세를 봐주고, "변환"을 의미하는 죽음 카드를 해석하며 집에 불길한 존재가 임했으니 조심하라고 경고한다. 이때 리언이 나타나 첫 번째 테이프를 부숴버리고, 제시가 더는 테이프를 보지 못하게 막으려고 휠체어를 바이우로 던져버린다.
후에 리언은 아예 테이프 전체를 불태우려다가 초자연적 존재에 의해 불타 죽는다. 리언의 장례식에서 제시는 고등학교 동창 프레스턴과 재회한 뒤 심한 화상을 입은 흑인 남성을 보고 기절한다. 제시는 네 번째 테이프를 시청하고, 케이트가 울면서 "제저벨, 네가 죽어버렸어!"라고 말한 뒤 카메라를 무너뜨리는 장면을 확인한다.
제시는 프레스턴과 평소 수상하게 여긴 바이우를 찾아가고, 이들은 이곳에서 각종 부두 우상, 그리고 "제저벨"이란 이름과 제시의 생일이 새겨진 비석이 세워진 아기 무덤을 발견한다. 이들은 아기 해골을 파내고 유전자 검사를 위해 이를 프루잇 보안관에게 넘긴다. 이들은 케이트가 교회에서 만났다는 모지스라는 남자가 이상 현상과 연관이 있다고 짐작하고 모지스의 부두 사당이 있는 버려진 교회를 찾아가지만 일련의 남성들에게 공격을 당해 쫓겨난다. 프레스턴은 유부남임에도 불구하고 여전히 제시를 좋아한다고 고백한 뒤 예의 유령 같은 검은 머리 여인에게 공격을 당하고, 의식을 잃은 채 병원에 실려간다.
홀로 남은 제시가 검은 머리 여인을 소환하는 의식을 진행한 뒤 프루잇이 전화를 걸어와 아기 해골의 친모는 케이트이지만 친부는 리언이 아니라 흑인 남성이라고 전한다. 제시가 제목이 붙어있지 않은 테이프를 틀자 케이트가 한 백인 아기에게 부두 주술을 건 뒤 제저벨과 제저벨의 친부 모지스 둘 다 죽었다고 말하고 총으로 자살하는 장면이 나온다. 곧 케이트의 영이 제시 앞에 나타나 제저벨은 자신이 흑인 모지스와 관계해 가진 혼혈 아기였다고 밝힌다. 이어 이에 분노한 리언이 아기 제저벨의 척추를 꺾어 살해한 뒤 돌과 도자기 인형으로 무게를 더한 아기차에 시체를 실어 바이우 아래로 가라앉혔고, 모지스에겐 총을 쏜 뒤 교회와 함께 불태워 버렸다고 설명한다. 이 범죄를 숨기려고 입양한 백인 아기가 바로 제시. 즉 비디오테이프는 제시가 아니라 "제저벨"을 위해 녹화된 것이었고, 케이트가 타로 점괘에서 언급한 불길한 존재는 제시였던 것이다.
케이트와 모지스의 영은 제저벨의 영혼을 제시의 몸 안으로 옮길 준비를 시작한다. 제시는 자신은 아무 잘못이 없다고 호소하지만 케이트와 모지스는 그대로 제시를 바이우로 밀어버린다. 수중에서 혼혈의 모습을 드러낸 검은 머리의 제저벨은 제시가 차고 있던 팔찌를 가로채고 백인 제시의 형상으로 수면 위로 떠올라 "자신"을 구한 프레스턴에게 키스한다. 프루잇이 "로런트 양, 괜찮아요?"라고 묻자 제저벨이 "제저벨이라고 불러주세요"라고 답하면서 영화가 끝이 난다.

## 출연진
- 세라 스누크 - 제저벨 "제시" 로런트 역
- 조엘 카터 - 케이트 역
- 마크 웨버 - 프레스턴 역
- 데이비드 앤드루스 - 리언 역
- 아나 데라레게라 - 로사우라 역
- 앰버 스티븐스 - 죽은 여성 역
- 크리스 엘리스 - 프루잇 보안관 역
- 브라이언 핼리세이 - 마크 역
- 본 윌슨 - 모지스 역
- 러리사 올레이닉 - 샘 역
- 캐런 스트래스먼 - 죽은 여성 역 (추가 목소리)

## 시청 등급
- 미국: PG-13